# Epipedobates narinensis
Epipedobates narinensis är en groddjursart som beskrevs av Mueses-Cisneros, Cepeda-Quilindo och Viviana Moreno-Quintero 2008. Epipedobates narinensis ingår i släktet Epipedobates och familjen pilgiftsgrodor. IUCN kategoriserar arten globalt som otillräckligt studerad. Inga underarter finns listade i Catalogue of Life.